# Complejo Haseki Sultan
El complejo Haseki Sultan (también conocido como complejo Hürrem Sultan) (en turco: Haseki Hürrem Sultan Külliyesi) es un complejo y mezquita imperial otomano construido en el siglo XVI en el distrito de Fatih, en Estambul, Turquía. Se trata del primer proyecto real que fue diseñado por el arquitecto imperial en jefe Mimar Sinan.

## Historia
El complejo de la mezquita fue encargado por Haseki Hürrem Sultan, la esposa del sultán otomano Solimán el Magnífico. Había contraído nupcias con el sultán alrededor de 1526 y es probable que haya utilizado su dote para financiar el proyecto. El arquitecto Mimar Sinan diseñó los edificios. Se trató de su primer proyecto imperial y es posible que algunos de sus elementos hayan sido planeados de hecho por su predecesor.
El complejo incluía una mezquita de viernes, un comedor comunitario (imaret), una madrasa, una escuela primaria (mektep) y un hospital (darüssifa).[2] El enorme complejo fue construido en varias etapas en los dos costados de una calle estrecha. La mezquita se completó en 1538-39 (AH 945), la madrasa se completó un año después, en 1539-40 (AH 946) y la cocina de sopas en 1540-41 (AH 947). El hospital no se completó sino hasta 1550-51(AH 957).

## Descripción
La mezquita simple está construida con hiladas alternantes de piedra y ladrillo y tiene un minarete de una única galería. El pórtico tiene cinco arcos con cinco pequeñas cúpulas sostenidas en seis columnas delgadas de mármol. Originalmente, la sala de oración se encontraba cubierta por una cúpula única de 11.3 metros de diámetro. Entre 1612 y 1613, durante el reinado de Ahmed I, la mezquita fue ampliada para que diera cabida a una congregación más grande. Se agregó una segunda cúpula y se duplicó el tamaño de la sala de oración. Las decoraciones pintadas sobre la cúpula no son originales. A diferencia de la madrasa y el comedor de beneficencia, la mezquita no tiene azulejos de cuerda seca. 
El hospital tiene un patio octogonal y es el único edificio en todo el complejo con construcción en sillar. La inscripción en piedra tallada que está sobre la entrada desde la calle es un cronograma en turco que indica la fecha de construcción. La madrasa tiene forma de U alrededor de un patio central con 16 celdas pequeñas y una sala de conferencias. El comedor comunitario también está organizado alrededor de un patio. La zona de la cocina en el extremo norte tiene cuatro chimeneas octogonales. Un libro de contabilidad que aún sobrevive muestra que originalmente había paneles en luneta con azulejos sobre seis de sus ventanas.
El complejo fue restaurado entre 2010 y 2012.

## Galería

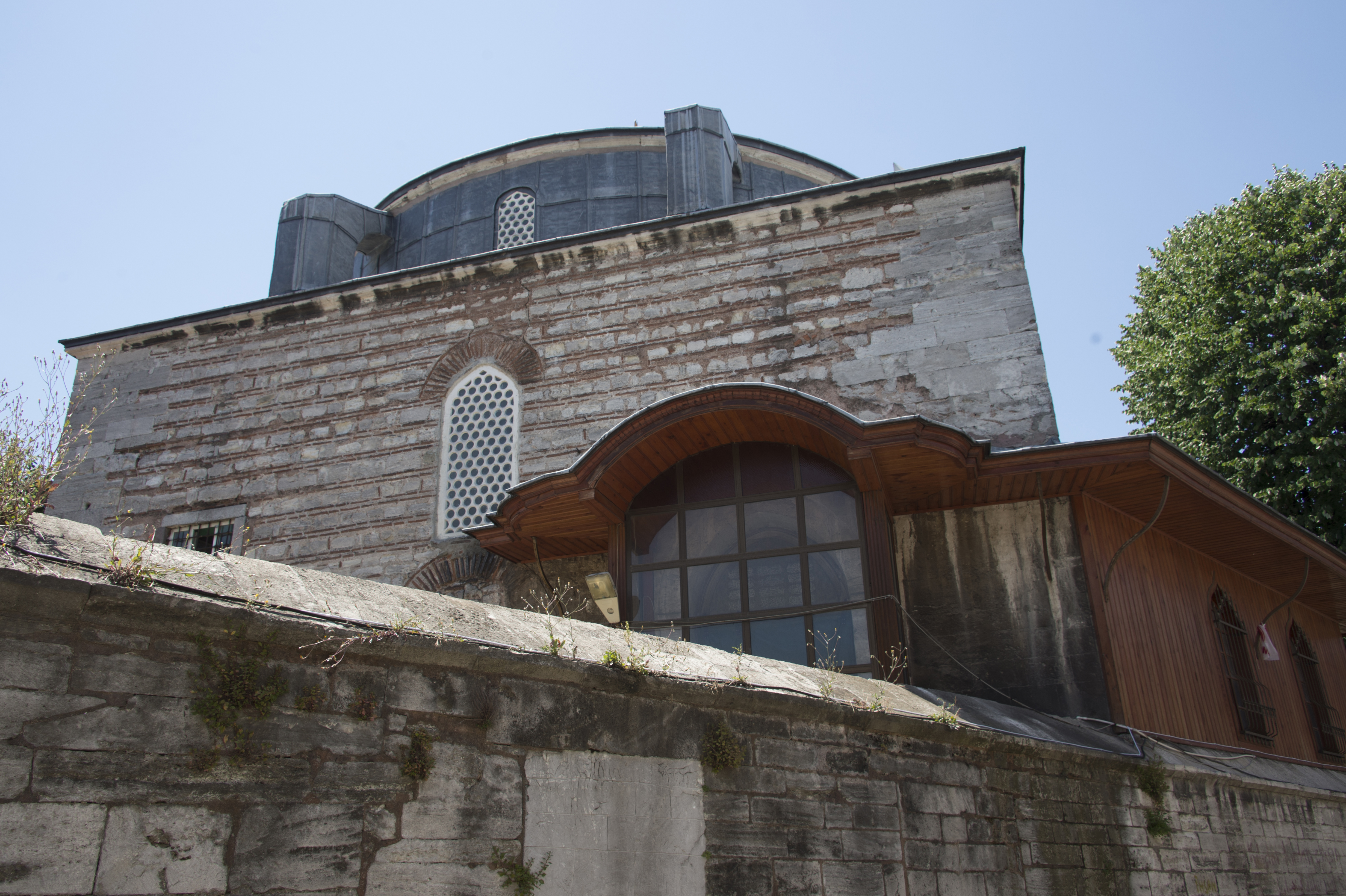
Mezquita Haseki desde la calle
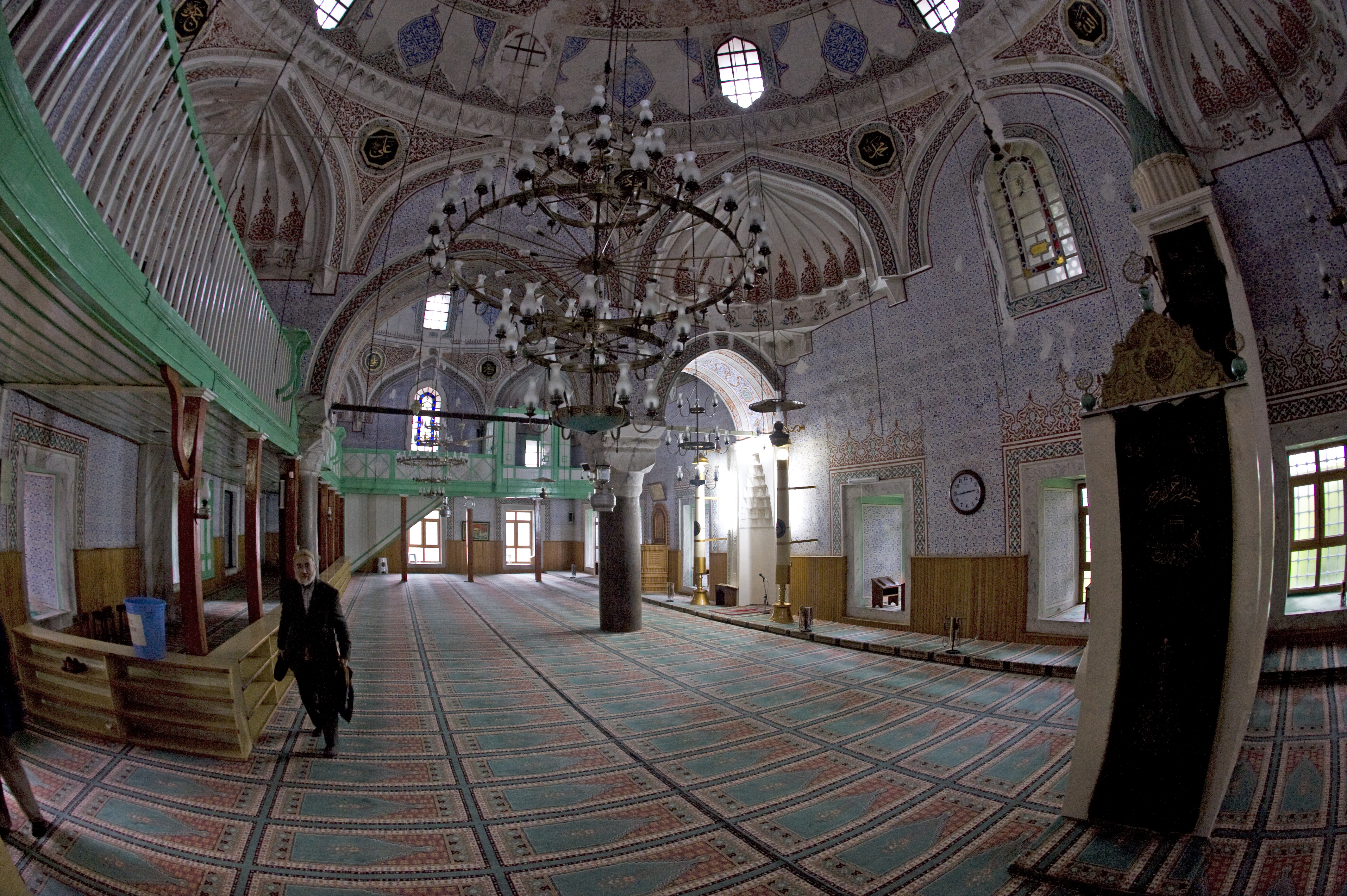
Perspecitva general de la mezquita Haseki
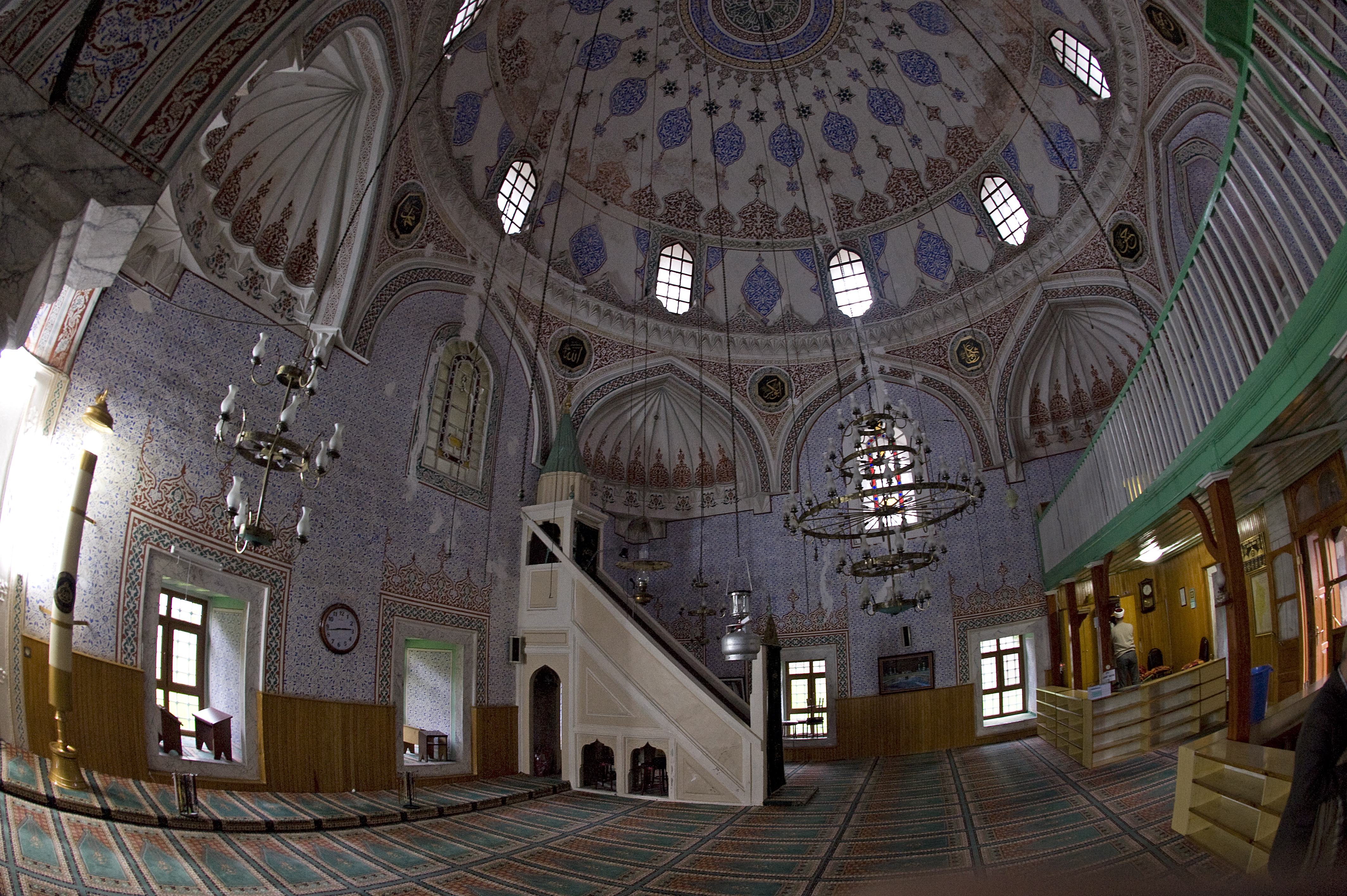
Parte original de la mezquita Haseki
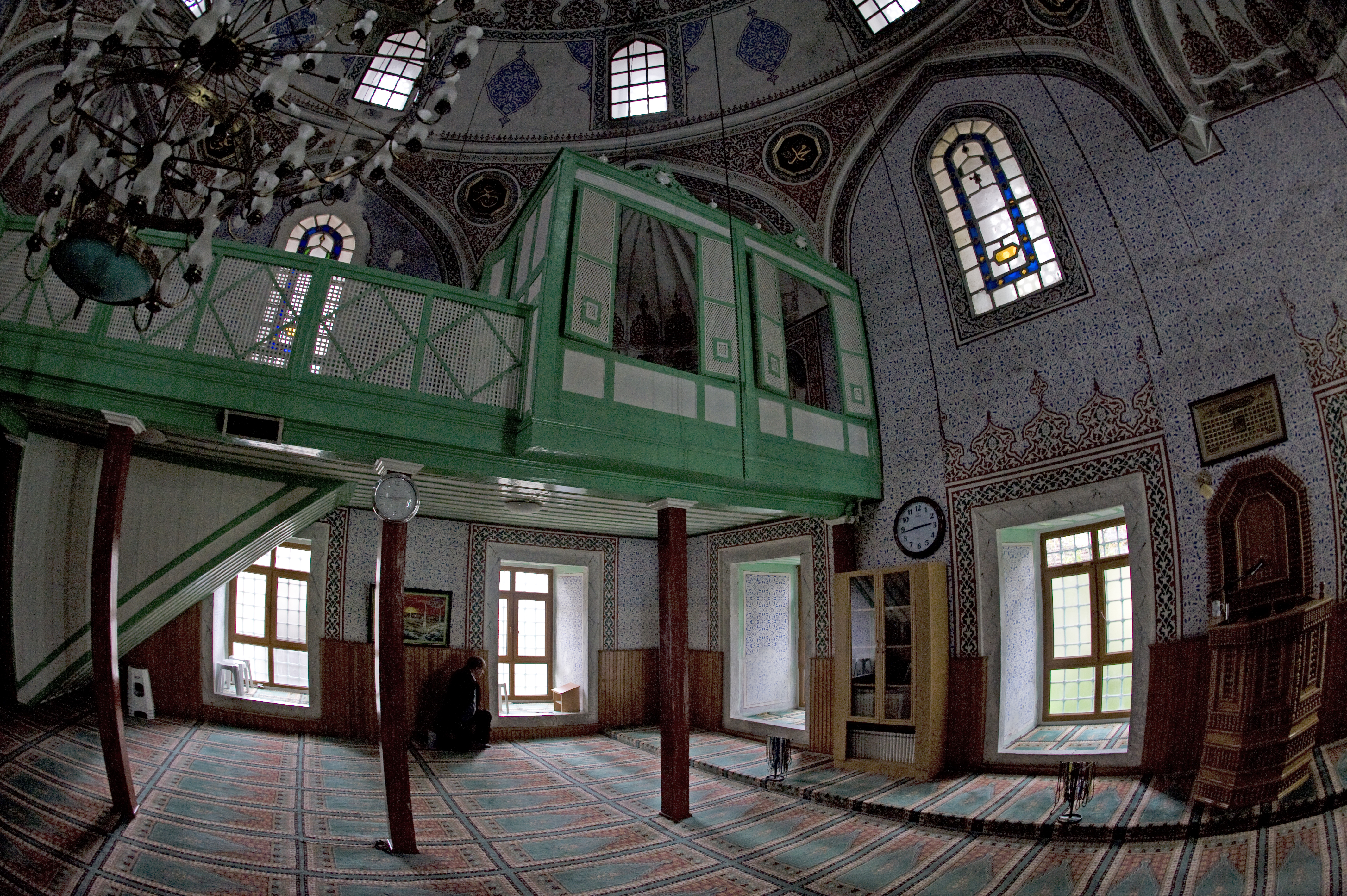
Parte añadida de la mezquita Haseki con un hünkar mahfili (área reservada para el sultán y su familia)
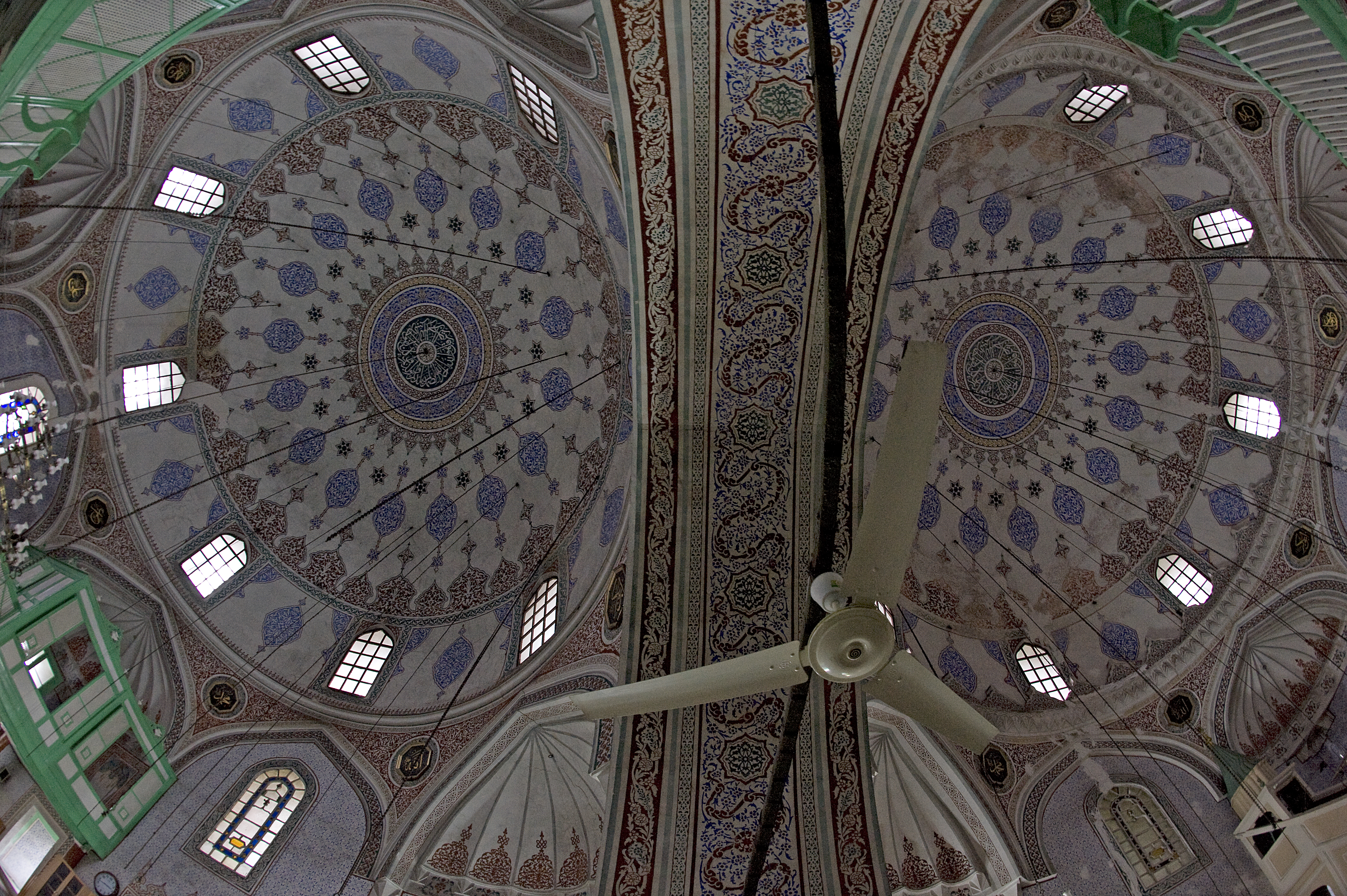
Mezquita Haseki, primera y segunda cúpulas
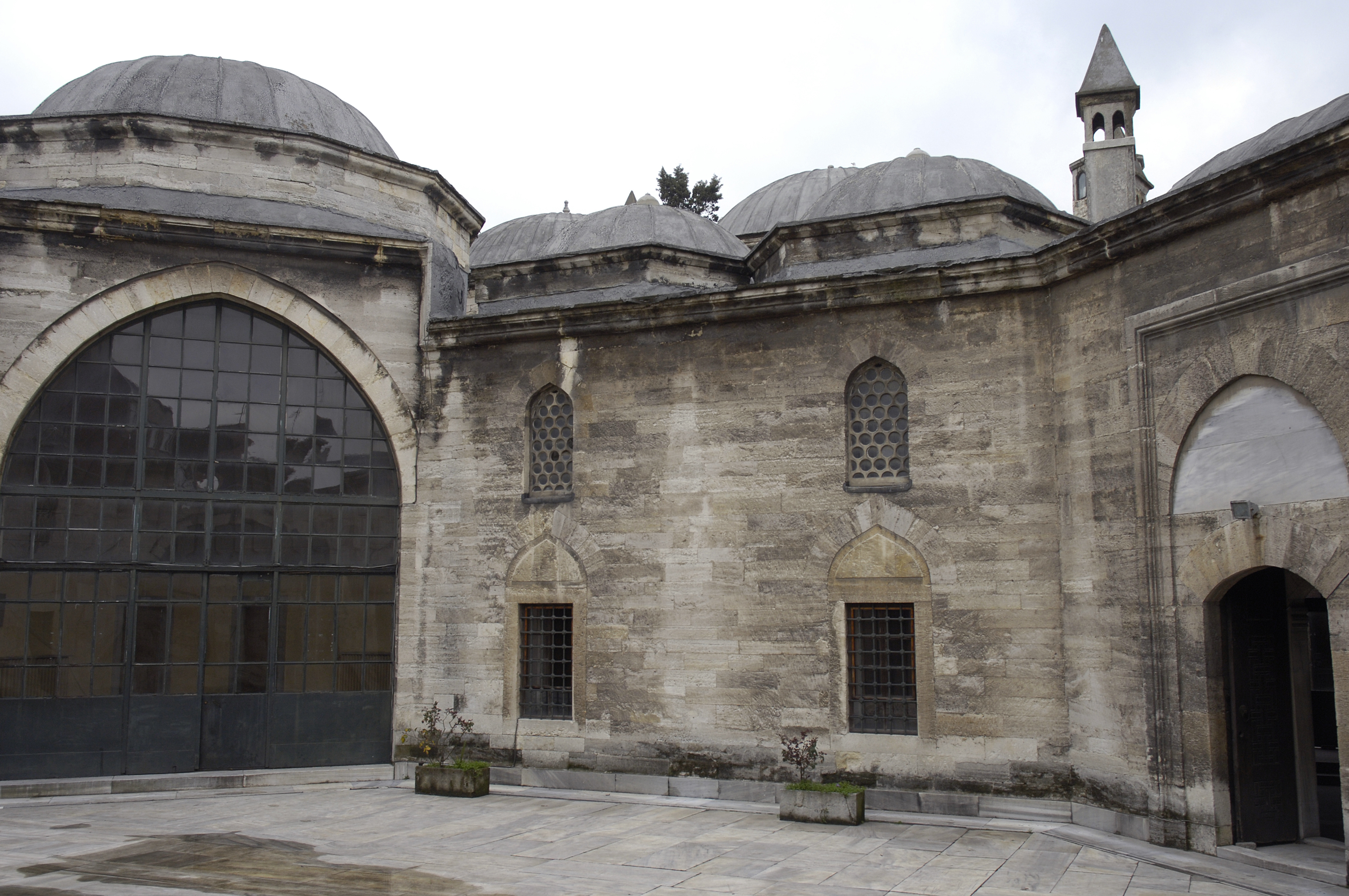
Entrada a algunos de los edificios del complejo Haseki
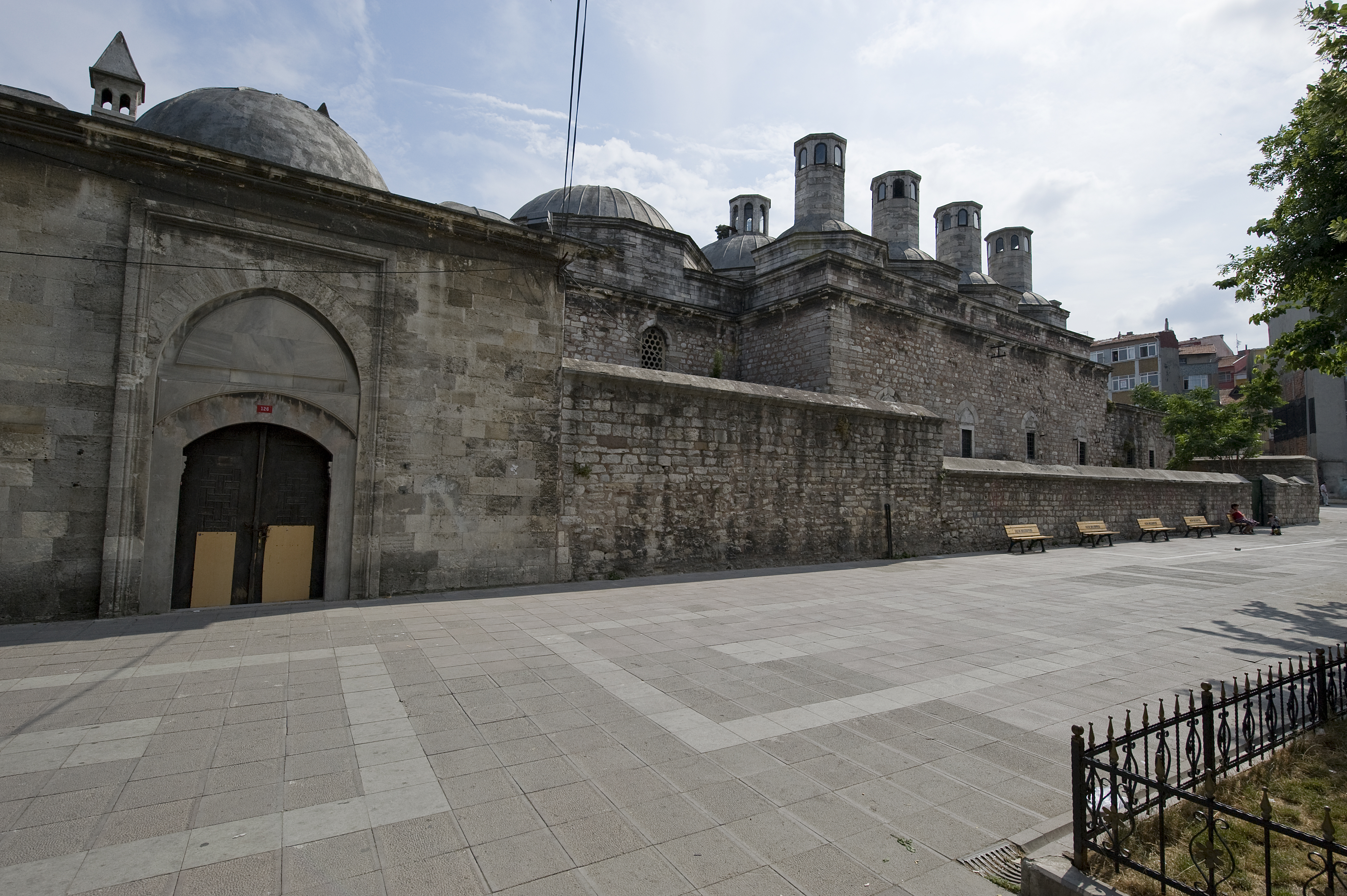
Costado occidental del complejo Haseki
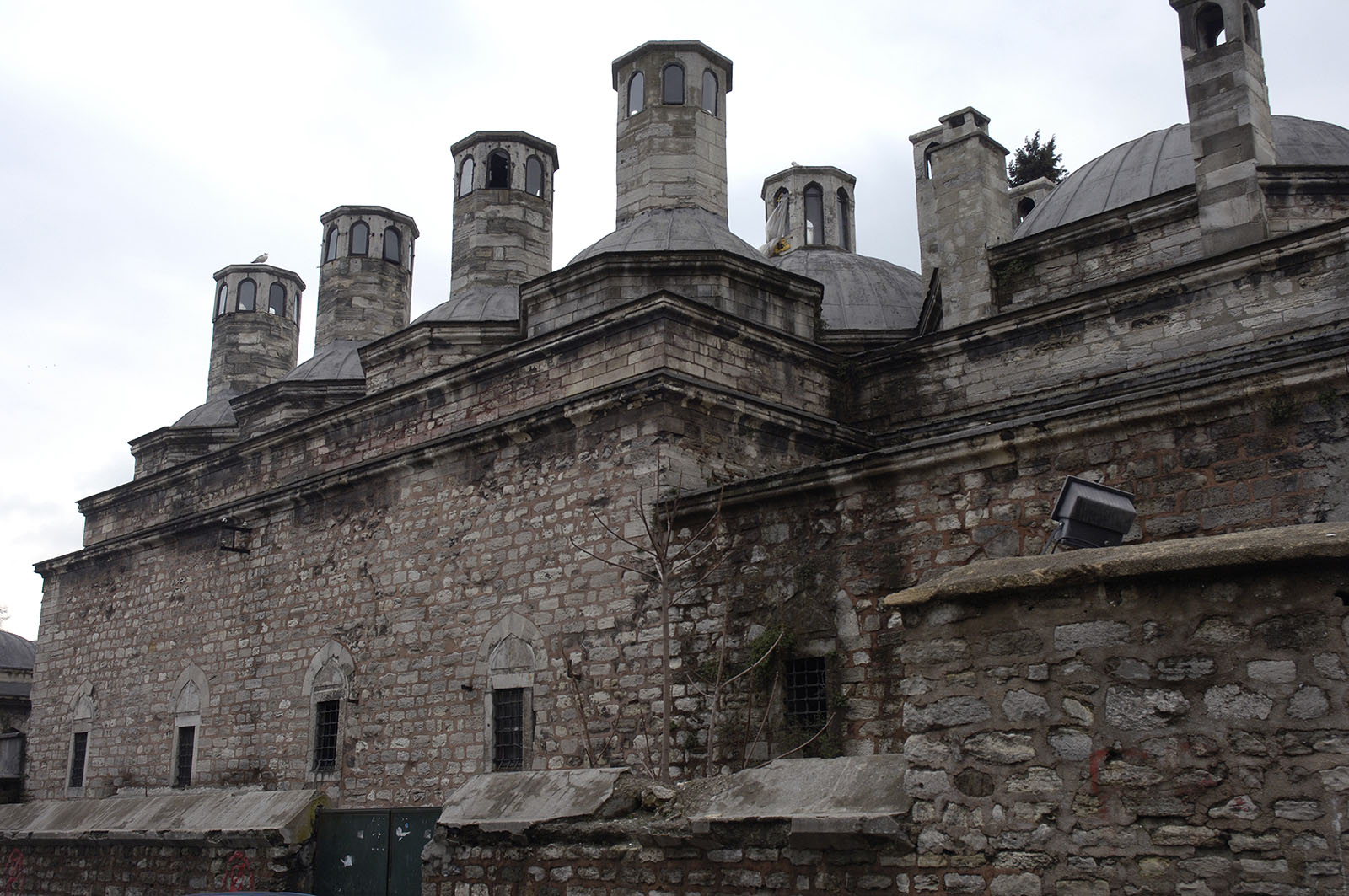
cocinas del imaret (comedor comunitario) del complejo Haseki